# Suzume no Tojimari
Suzume no Tojimari (яп. すずめの戸締まり, англ. Suzume's Locking-Up) досл. укр. Судзуме, що зачиняє двері) — японський анімаційний науково-фантастичний пригодницький фільм виробництва CoMix Wave Films та видавництва Toho. Автором сценарію та режисером є Макото Шінкай, дизайн персонажів — Масайоші Танака, режисер анімації — Кенічі Цучія, художній — Такумі Танджі, а головну героїню озвучує Нанока Хара. Прем'єра фільму в Японії відбулася 11 листопада 2022 року, а в міжнародний прокат запланований на 14 квітня 2023 року.

## Сюжет
Фільм розповідає про Судзуме, 17-річну дівчину, яка живе в тихому містечку в регіоні Кюшю на південному заході Японії. Історія починається, коли Судзуме зустрічає молодого чоловіка, який шукає «двері». Вони подорожують разом і знаходять старі двері в покинутому будинку в горах. Відчуваючи якийсь дивний потяг, Судзуме простягає руку до дверей, і її затягує в ці «двері». «Двері катастрофи» починають з'являтися по всій Японії, що започатковує початок серії нещасних подій.
Фільм — це подорож Японією, у якій Судзуме потрібно знаходити й замикати одну за одною «Двері катастроф», щоб зупинити катастрофічні наслідки. Також будуть пригоди та битви в сучасному світі у пошуках зрілості та свободи дівчини.

## Озвучка
- Нанока Хара — Судзуме Івато (яп. 岩戸 鈴芽, Iwato Suzume)[5]

## Виробництво
Режисер Макото Шінкай та його співробітники планували проєкт із січня по березень 2020 року. Вони почали розробляти сценарій фільму в квітні, коли японський уряд оголосив надзвичайний стан через пандемію COVID-19. В інтерв'ю TV Asahi Шінкай згадує, що пандемія мала менш відчутний вплив на виробництво фільму. Однак він зазначив, що «настрій часу назавжди вкарбований у сценарій», додавши, що фільм матиме постапокаліптичну тему. Після завершення сценарію в серпні розкадровки працювали з вересня 2020 року по грудень 2021 року, а виробництво анімації почалося в квітні 2021 року.
Офіційна презентація фільму відбулася під час прес-конференції 15 грудня 2021 року. До роботи над фільмом входять Масайоші Танака як дизайнер персонажів, Кенічі Цучія як режисер анімації та Такумі Танджі як артдиректор.

### Кастинг
Шінкай обрав Наноку Хару як голос Судзуме Івато на прослуховуванні, в якому взяли участь понад 1700 осіб. Хара була прихильницею робіт Шінкая, зауваживши, що вона не могла уявити, що вона поділиться «незабутнім, карколомним відчуттям», яке вона відчула, коли вперше побачила один із його фільмів у кінотеатрах. Судзуме стане першою роллю Хари в аніме-озвучці.

## Випуск фільму

### Маркетинг
Тизер-постер вийшов разом з анонсом фільму 15 грудня 2021 року. Оновлена версія з головним героєм фільму вийшла 9 квітня 2022 року. Також було оголошено, що фільм вийде в прокат 11 листопада. Toho представив тизер-трейлер 10 квітня 2022 року. Повний трейлер було показано 15 липня 2022 року.

### Театральний
У прокат «Suzume no Tojimari» вийшов у Японії 11 листопада 2022 року, дистриб'ютор Toho. Crunchyroll у партнерстві з Sony Pictures і Wild Bunch International придбали права на глобальне розповсюдження фільму (за винятком Азії) і випустили його 14 квітня 2023 року.

### Цифровий
27 травня 2023 року на офіційному Твіттер акаунті фільму. повідомили про вихід фільму на Blu-ray та DVD 20 вересня 2023 року

## Адаптації
Новелізація фільму, написана Шінкаєм, вийде 24 серпня 2022 року.